# فرانتیشک اشترتس
فرانتیشک اشترتس (چکی: František Šterc؛ ۲۷ ژانویهٔ ۱۹۱۲ – ۳۱ اکتبر ۱۹۷۸) یک بازیکن فوتبال اهل جمهوری چک بود.